# R. Scott Dunbar
Roy Scott Dunbar, är en amerikansk astronom.
Minor Planet Center listar honom under namnet R. S. Dunbar och som upptäckare av 10 asteroider.
Asteroiden 3718 Dunbar är uppkallad efter honom.

## Asteroider upptäckta av R. Scott Dunbar
| 3360 Syrinx [A]                                                 | 4 november 1981   |
| 3362 Khufu [B]                                                  | 30 augusti 1984   |
| 3551 Verenia                                                    | 12 september 1983 |
| 6065 Chesneau [A]                                               | 27 juli 1987      |
| 6435 Daveross [A]                                               | 24 februari 1984  |
| 7163 Barenboim [A]                                              | 24 februari 1984  |
| (46540) 1983 LD [A]                                             | 13 juni 1983      |
| (96177) 1984 BC [A]                                             | 30 januari 1984   |
| (168316) 1982 WD                                                | 25 november 1982  |
| (267004) 1981 UA                                                | 21 oktober 1981   |
| Upptäckt tillsammans med: A Eleanor F. Helin B Maria A. Barucci |                   |